# بانکا اینترموبایلر
بانکا اینترموبایلر (انگلیسی: Banca Intermobiliare) شرکت خدمات مالی و بانکداری ایتالیایی است، که در سال ۱۹۸۱ تأسیس شد. دفتر مرکزی این بانک در شهر تورین قرار دارد. بانکا اینترموبایلر در زمینه بانکداری سرمایه‌گذاری، مدیریت دارایی‌ها، مشاوره مالی و بیمه فعالیت دارد. در حال حاضر این بانک دارای شعبه در ایتالیا و سایر کشورهایی همچون سوئیس و لوکزامبورگ می‌باشد و خدمات خود را در سطح بین‌المللی ارائه می‌دهد.